# خیزش‌های گتو
خیزش‌های گتو در طول جنگ جهانی دوم به یک سری شورش‌های مسلحانه علیه رژیم آلمان نازی میان سال‌های ۱۹۴۱ تا ۱۹۴۳ در گتوهای تازه تأسیس شده یهودیان در سراسر اروپای تحت اشغال نازی‌ها گفته می‌شود. به دنبال حمله آلمان و شوروی به لهستان در سپتامبر ۱۹۳۹، یهودیان لهستانی از همان ابتدا هدف حمله قرار گرفتند. طی چند ماه در درون خاک لهستان اشغالی، آلمانی‌ها صدها گتو ایجاد کردند که در آن یهودیان را ناچار به زندگی می‌کردند. این گتوهای جدید بخشی از سیاست رسمی آلمان در حذف یهودیان از صحنه عمومی با هدف بهره‌کشی اقتصادی بود. ترکیبی از تعداد زیاد زندانیان، شرایط غیر بهداشتی و کمبود غذا منجر به مرگ و میر زیادی در درون این گتوها شد. در بیشتر شهرها جنبش‌های مقاومت زیرزمینی یهودی تقریباً بلافاصله پس از آن شکل گرفتند، اگرچه گتوسازی دسترسی آنها به منابع را بشدت محدود کرده بود.
مبارزان گتو در کشنده‌ترین مرحله هولوکاست موسوم به عملیات راینهارد (که در سال ۱۹۴۲ آغاز شد)، علیه برنامه‌های نازی‌ها برای اخراج همه زندانیان - مردان، زنان و کودکان - به اردوگاه‌های مرگ، با هدف پاکسازی گسترده آن‌ها، دست به اسلحه بردند.

## تاریخچه
مقاومت مسلحانه در بیش از ۱۰۰ مکان در دو سوی مرزهای سال ۱۹۳۹ میان لهستان و اتحاد جماهیر شوروی، به‌طور عمده در شرق لهستان، شکل گرفتند. برخی از این خیزش‌ها گسترده‌تر و سازمان‌یافته‌تر بودند، در حالی که برخی دیگر کوچک و خودجوش بودند. مشهورترین و بزرگترین خیزش‌های یهودیان در طول هولوکاست در گتو ورشو میان ۱۹ آوریل و ۱۶ مه ۱۹۴۳، و در بیاویستوک در اوت رخ دادند. در جریان خیزش گتو ورشو ۵۶٬۰۶۵ یهودی یا در دم کشته شدند یا پیش از اینکه گتو با خاک یکسان شود، دستگیر و با قطارهای هولوکاست روانه اردوگاه‌های مرگ شدند. در گتو بیاویستوک، به دنبال اخراج‌هایی که در آن ۱۰ هزار یهودی به قطارهای هولوکاست هدایت شدند و ۲۰۰۰ تن دیگر نیز در همان‌جا به قتل رسیدند، در کنشگران زیرزمینی گتو خیزشی بر پا کردند که منجر به محاصره این گتو شد و یک ماه کامل ادامه داشت. دیگر چنین مقاومت‌هایی منجر به آن شد که آلمانی‌ها به‌طور عمده اقدام به سوزاندن گتوهایی چون کولومیا، اوکراین امروزین، و تیرباران دسته‌جمعی زنان و کودکان، همچون میزوچ، کنند.

## چند نمونه از خیزش‌های گتو
خیزش‌هایی در ۵ شهر عمده، ۴۵ شهرک استانی، ۵ اردوگاه کار و مرگ، و همچنین کمینه ۱۸ اردوگاه کار اجباری رخ دادند. خیزش‌های مطرح‌تر گتو عبارتند از:
- گتو لاخوا، خیزش ۳ سپتامبر ۱۹۴۲
- گتو میزوچ خیزش ۱۴ اکتبر ۱۹۴۲
- گتو مینسک مازوویچی شورش زندانیان در ۱۰ ژانویه ۱۹۴۳
- خیزش گتوی ورشو ۱۹ آوریل – ۱۶ مه ۱۹۴۳, ترتیب داده شده توسط ŻOB و ŻZW
- خیزش گتو چنتستوخووا of 25–3۰ ژوئن ۱۹۴۳
- گتو بجین خیزش ۳ اوت ۱۹۴۳
- خیزش گتو بیاویستوک ۱۶–۱۷ اوت ۱۹۴۳, ترتیب داده شده توسط سازمان نظامی ضدفاشیست

برچیده شدن چندین گتو دیگر نیز با حدی از مقاومت مسلحانه روبرو شد:
- گتو کراکوف
- گتو ووچ
- گتو لووف
- گتو لوتسک
- گتو مارچینکونیس
- گتو مینسک
- گتو پینسک
- گتو ریگا جریان مقاومت
- گتو سوسنوویچ
- گتو ویلنا - مقاومت سازمان پارتیزانی متحد